# Mater Admirabilis

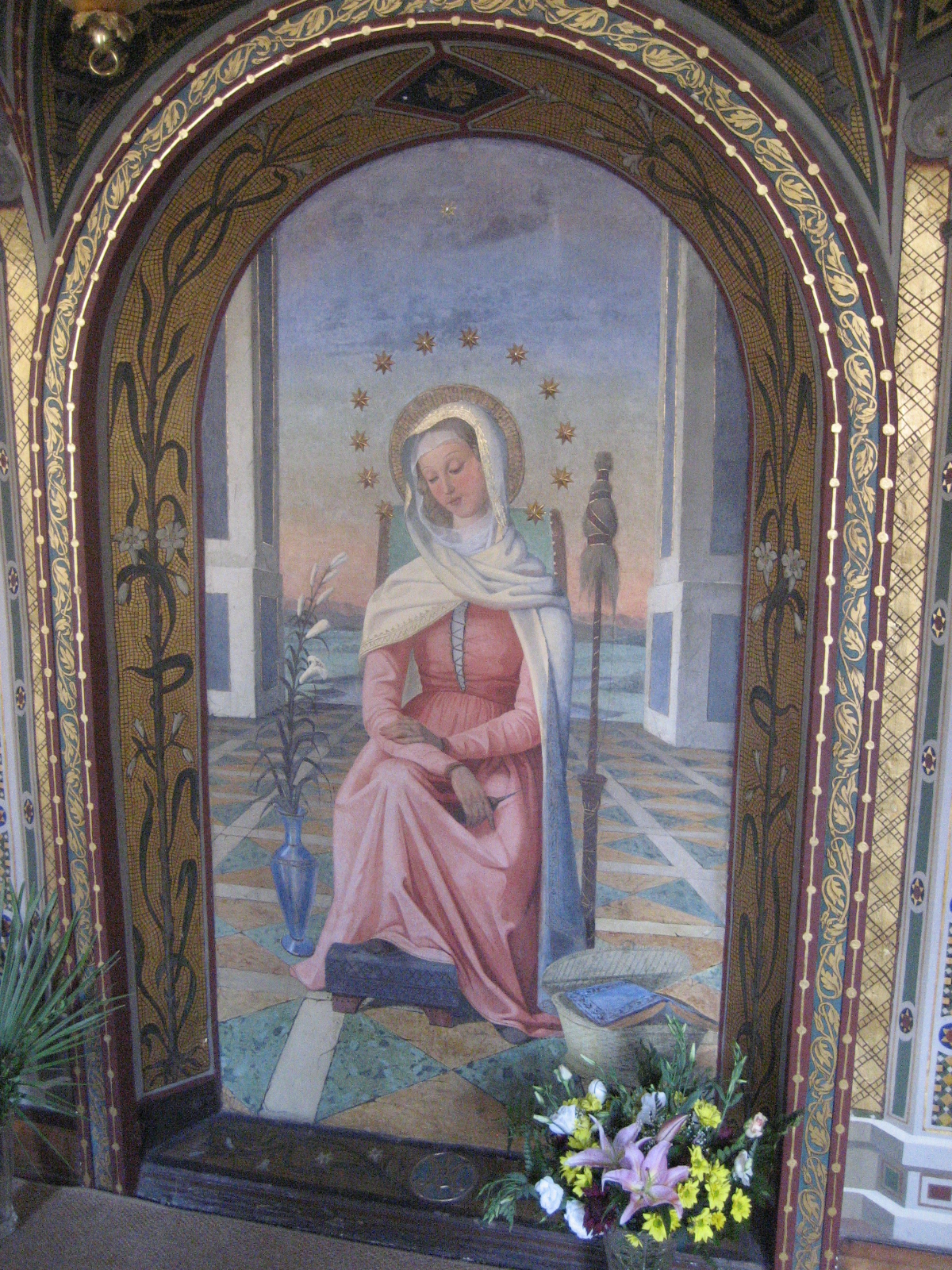
Afresco original da "Mater Admirabilis", em Trinità dei Monti, Roma.

Mater Admirabilis é um afresco da Virgem Maria na igreja de Trinità dei Monti, em Roma, pintado por uma jovem francesa chamada Pauline Perdrau e que está relacionada com uma série de milagres.

## História
Conta a lenda que Pauline recebeu um pedido das freiras de Trinità dei Monti para pintar um mural da Virgem Maria. Depois de semanas pintando, Pauline finalmente terminou seu trabalho. Quando a madre-superiora a viu, considerou as cores fortes e brilhantes demais e mandou cobrir a obra com um pano. Anos depois, o papa Pio IX estava visitando a igreja e perguntou o que estava por trás do tecido. A madre-superiora tentou desviar a atenção do papa para outros assuntos, mas ele exigiu ver a obra. Quando puxaram o pano, revelou-se novamente a obra que Pauline tinha pintado anos antes. As cores haviam empalidecido para criar uma imagem mais suave do que a do passado. O papa declarou que a imagem era a Mater Admirabilis, a "mãe mais admirável", e pediu à madre-superiora que jamais a cobrisse novamente.
O papa Leão XII ofereceu, em 1828, a igreja de Trinità dei Monti ao Sagrado Coração de Jesus. Perdrau, nascido em 1817, um futuro religioso do Sagrado Coração, pintou o afresco em 1844. Ele foi chamado de Mater Admirabilis pelo papa Pio IX quando foi descoberto, em 20 de outubro de 1846. Nesta data é celebrada a "Festa da Mãe" pela Sociedade do Sagrado Coração.